# Rubus apetalus
Rubus apetalus är en rosväxtart som beskrevs av Jean Louis Marie Poiret. Rubus apetalus ingår i släktet rubusar, och familjen rosväxter. Utöver nominatformen finns också underarten R. a. glaber.